# Amazonina paulistana
Amazonina paulistana är en kackerlacksart som beskrevs av Rocha e Silva 1974. Amazonina paulistana ingår i släktet Amazonina och familjen småkackerlackor. Inga underarter finns listade i Catalogue of Life.